# ジンジャー・フィッシュ
ジンジャー・フィッシュ（Ginger Fish、本名：ケネス・ロバート・ウィルソン、1965年9月28日 - ）はアメリカ合衆国マサチューセッツ州出身のドラマー。1995年から2011年までインダストリアル・ロック・バンド、マリリン・マンソンのメンバーとして活動した。芸名の由来はダンサーのジンジャー・ロジャースと大量殺人者のアルバート・フィッシュから。マリリン・マンソン在籍時には、パワーマン5000のアルバム『Tonight the Stars Revolt!』（1999年）にピアノでゲスト参加している。
2011年にマリリン・マンソンを脱退した後、ロブ・ゾンビのバンドに正式加入した。